# Do ファッション
「Do ファッション」は、1985年7月24日にワーナー・パイオニアから発売された中村繁之のソロデビューシングルである。

## 概要
イーグルス解散後に中村繁之 名義でのソロデビューシングル。
『瞳・Something』は、NHK『レッツゴーヤング』にて1984年10月から「中村成幸」名義で歌っていた番組オリジナルソングであり、少年隊のコンサートではイーグルスの4名でも歌唱していた曲。
2022年3月時点、未CD化。（A面のシングルバージョンも含む）

## 収録曲
1. Do ファッション
作詞・作曲：都志見隆／編曲：船山基紀
2. 瞳・Something
作詞：三浦徳子／作曲・編曲：新田一郎